# Байзерек
Байзере́к (каз. Байзерек) — село у складі Алакольського району Жетисуської області Казахстану. Входить до складу Лепсинського сільського округу.
У радянські часи село мало назву Байзірек.
Населення — 265 осіб (2021; 106 у 2009, 396 у 1999, 477 у 1989).